# Митрополит Московський і всієї Русі
Митрополит Московський і всієї Русі (рос. Митрополит Московский и всея Руси) — титул предстоятеля Російської православної церкви з 1461 і по 1589. Також титул "митрополит Московський" носили очільники Московсько кафедри в Синодальний період.

## Перелік митрополитів Московських

### Митрополити Московські і всієї Русі
| Портрет | Ім'я                 | Початок           | Кінець           |
| ------- | -------------------- | ----------------- | ---------------- |
|         | Феодосій (Бувальцев) | 9 травня 1461     | 13 вересня 1464  |
|         | Пилип І              | 11 листопада 1464 | 5 квітня 1473    |
|         | Геронтій             | 29 липня 1473     | 28 травня 1489   |
|         | Зосима               | 26 вересня 1490   | 9 лютого 1495    |
|         | Симон                | 22 вересня 1495   | 30 квітня 1511   |
|         | Варлаам              | 3 серпня 1511     | 18 грудня 1521   |
|         | Данило               | 27 лютого 1522    | 2 лютого 1539    |
|         | Іоасаф               | 6 лютого 1539     | січень 1542      |
|         | Макарій              | 19 березня 1542   | 31 грудня 1563   |
|         | Афанасій             | 5 березня 1564    | 16 травня 1566   |
|         | Герман               | 1566              | ?                |
|         | Пилип II             | 25 червня 1566    | 4 листопада 1568 |
|         | Кирило               | 11 листопада 1568 | 8 лютого 1572    |
|         | Антоній              | травень 1572      | начало 1581      |
|         | Діонісій             | 1581              | 13 жовтня 1586   |
|         | Іов                  | 11 січня 1586     | 23 січня 1589    |

### Митрополити Московські в Синодальний період
| Порядок | Портрет | Ім'я                       | Початок           | Кінець            | Титул                                             | Примітки                                                                                        |
| ------- | ------- | -------------------------- | ----------------- | ----------------- | ------------------------------------------------- | ----------------------------------------------------------------------------------------------- |
| 1       |         | Йосиф Волчанський          | 1 вересня 1742    | 10 червня 1745    | Архієпископ Московський і Володимирський          |                                                                                                 |
| 2       |         | Платон (Малиновський)      | 5 квітня 1748     | 14 червня 1754    | Архієпископ Московський і Севський                | З 10 червня 1745 по 5 квітня 1748 місцеблюститель як єпископ Крутицький                         |
| ~       |         | Іларіон (Григорович)       | 14 червня 1754    | 22 жовтня 1757    | Єпископ Крутицький                                | Місцеблюститель                                                                                 |
| 3       |         | Тимофій (Щербацький)       | 22 жовтня 1757    | 18 квітня 1767    | Митрополит Московський і Калузький                |                                                                                                 |
| 4       |         | Амвросій Зертис-Каменський | 18 січня 1768     | 16 вересня 1771   | Архієпископ Московський                           | З 18 квітня 1767 по 18 січня 1768 місцеблюститель як єпископ Крутицький                         |
| ~       |         | Геннадій Драницин          | 16 вересня 1771   | 24 вересня 1771   | Єпископ Суздальський і Юрієвський                 | Місцеблюститель                                                                                 |
| ~       |         | Самуїл Миславський         | 24 вересня 1771   | 20 січня 1775     | Єпископ Крутицький                                | Місцеблюститель                                                                                 |
| 5       |         | Платон (Левшин)            | 20 січня 1775     | 13 червня 1811    | Митрополит Московський і Коломенський             | До 29 червня 1787 - архієпископ                                                                 |
| 6       |         | Августин (Виноградський)   | 19 лютого 1818    | 3 березня 1819    | Архієпископ Московський і Коломенський            | З 13 червня 1811 по 19 лютого 1818 місцеблюститель як єпископ Дмитровський                      |
| 7       |         | Серафим Глаголевський      | 15 березня 1819   | 29 червня 1821    | Митрополит Московський і Коломенський             |                                                                                                 |
| 8       |         | Філарет (Дроздов)          | 3 липня 1821      | 19 листопада 1867 | Митрополит Московський і Коломенський             | До 22 серпня 1826 - архієпископ                                                                 |
| ~       |         | Леонід (Краснопєвков)      | 20 листопада 1867 | 25 травня 1868    | Єпископ Дмитровський, вікарій Московської єпархії | Місцеблюститель                                                                                 |
| 9       |         | Інокентій (Веніамінов)     | 5 січня 1868      | 31 березня 1879   | Митрополит Московський і Коломенський             |                                                                                                 |
| ~       |         | Амвросій (Ключарев)        | 31 березня 1879   | 8 квітня 1879     | Єпископ Дмитровський, вікарій Московської єпархії | Місцеблюститель                                                                                 |
| 10      |         | Макарій (Булгаков)         | 8 квітня 1879     | 9 червня 1882     | Митрополит Московський і Коломенський             |                                                                                                 |
| ~       |         | Амвросій (Ключарев)        | 9 червня 1882     | 27 червня 1882    | Єпископ Дмитровський, вікарій Московської єпархії | Місцеблюститель (повторно)                                                                      |
| 11      |         | Іоаннікій (Руднєв)         | 27 червня 1882    | 17 листопада 1891 | Митрополит Московський і Коломенський             |                                                                                                 |
| 12      |         | Леонтій (Лебединський)     | 17 листопада 1891 | 1 серпня 1893     | Митрополит Московський і Коломенський             |                                                                                                 |
| ~       |         | Олександр (Світлаков)      | 1 серпня 1893     | 9 серпня 1893     | Єпископ Дмитровський, вікарій Московської єпархії | Місцеблюститель                                                                                 |
| 13      |         | Сергій Ляпідевський        | 9 серпня 1893     | 11 лютого 1898    | Митрополит Московський і Коломенський             |                                                                                                 |
| 14      |         | Володимир (Богоявленський) | 21 лютого 1898    | 23 листопада 1912 | Митрополит Московський і Коломенський             |                                                                                                 |
| ~       |         | Василій (Преображенський)  | 23 листопада 1912 | 25 листопада 1912 | Єпископ Можайський, вікарій Московської єпархії   | Місцеблюститель                                                                                 |
| 15      |         | Макарій (Невський)         | 25 листопада 1912 | 20 березня 1917   | Митрополит Московський і Коломенський             |                                                                                                 |
| ~       |         | Іоасаф (Калістов)          | 20 березня 1917   | 21 червня 1917    | Єпископ Дмитровський, вікарій Московської єпархії | Місцеблюститель                                                                                 |
| 16      |         | Тихон (Бєллавін)           | 21 червня 1917    | 21 листопада 1917 | Митрополит Московський і Коломенський             | До 13 серпня 1917 - архієпископ; 21 листопада 1917 обраний Патріархом Московським і всієї Росії |

### Митрополити Московські в Патріарший період
| Портрет | Ім'я                    | Початок        | Кінець          | Титул                                             | Примітки |
| ------- | ----------------------- | -------------- | --------------- | ------------------------------------------------- | --- |
|         | Сергій (Старгородський) | 27 квітня 1934 | 12 вересня 1943 | Блаженніший Митрополит Московський і Коломенський | З 27 грудня 1936 ще й Місцеблюститель Патріаршого престолу; 12 вересня 1943 обраний Патріархом Московським і всієї Русі |